# 北鸿站
北鸿站（越南语：／*/?）是越南河老铁路和北文铁路的一座火车站，位于河内市东英县，距河内站27公里，始建于越南被法国殖民统治的法属印度支那时期，于1902年随河老铁路建成通车而落成启用。
北鴻站現由越南鐵路總公司河內鐵路開發分公司管理，為該分公司11個直屬車站之一，車站功能為組織行車，接送旅客列車、貨物列車，以及安排列車越行。